# Steve Stricker
Pour les articles homonymes, voir Stricker.
Steve Stricker, né le 23 février 1967 à Edgerton, est un golfeur américain.

## Biographie
Après des études à l'Université de l'Illinois à Urbana-Champaign dont il est diplômé en 1990, il passe immédiatement professionnel et fait aussitôt ses débuts sur le PGA Tour. Il doit attendre 1996 pour obtenir son premier titre sur le circuit, puis un deuxième durant la même saison. En 2001, il remporte le Accenture Match Play Championship disputé sous la forme de match play. Il doit ensuite attendre 2007 pour renouer avec la victoire.
Son meilleur résultat dans un tournoi du grand chelem est une deuxième place à l'USPGA 1998, battu par le Fidjien Vijay Singh.
En 2008, il figure dans la sélection américaine qui renoue avec la victoire en Ryder Cup.
En 2009, il réalise la meilleure saison de sa carrière en remportant trois tournois du PGA Tour. L'année suivante, il remporte le Northern Trust Open ainsi que la John Deere Classic pour la deuxième année d'affilée. En 2011, il s'impose au Memorial Tour puis remporte pour la troisième fois de sa carrière la John Deere Classic. Il devient le premier golfeur a réalisé ce triplé et égale D. A. Weibring au nombre de victoires.
Pour la trente-neuvième Ryder Cup, en 2012, disputée sur le parcours du Medinah Country Club de Chicago, Steve Stricker est associé à Tiger Woods, pour le foursome du vendredi matin face à la paire Ian Poulter / Justin Rose, le duo américain perd 2 et 1. Cette paire Américaine est de nouveau associée pour les Fourball de l'après-midi. Elle est opposée à une paire inédite constituée de Lee Westwood et Nicolas Colsaerts, ce dernier, dont c'est la première apparition en Ryder Cup, dominant la partie pour donner un point à son équipe, la paire européenne s'imposant sur le score de 1 up. La paire Woods-Stricker est opposée à la Sergio García, Luke Donald  lors des Fourball  de la deuxième journée, cette paire européenne s'imposant sur le score de 1 up. Dans les simples du dimanche, le capitaine Davis Love III programme Steve dans la onzième rencontre face à l’Allemand Martin Kaymer. Avec les résultats des rencontres précédentes, il doit absolument gagner pour que l'équipe américaine puisse espérer reconquérir le trophée. Il échoue dans sa tentative et sa défaite 1 up permet à l’équipe européenne de gagner cette Ryder Cup 2012. Son total sur cette édition est quatre défaites pour quatre rencontres disputées.